# Sageraea reticulata
Sageraea reticulata là loài thực vật có hoa thuộc họ Na. Loài này được William Grant Craib miêu tả khoa học đầu tiên năm 1925.

## Phân bố
Loài này có ở Thái Lan.